# سووا موراوا
سووا موراوا (به صربی: Suva Morava) یک منطقهٔ مسکونی در صربستان است که در ولادیچین خان واقع شده‌است. سووا موراوا ۸۵۹ نفر جمعیت دارد.